# Come d'incanto (videogioco)
Come d'incanto (Walt Disney Pictures Presents Enchanted) è un videogioco d'avventura sviluppato dalla Altron e pubblicato dalla Disney Interactive per Nintendo DS nel 2007. Il videogioco è ispirato all'omonimo film della Walt Disney Pictures. Nel corso del videogioco, il giocatore può utilizzare i personaggi della principessa Giselle, del principe Edward e dello scoiattolo Pip. Nello stesso anno è stato pubblicato anche il videogioco Enchanted: Once Upon Andalasia, pubblicato per Game Boy Advance.